# Urkundenrolle
Die Urkundenrolle dient zur Dokumentierung der fortlaufenden Amtstätigkeit eines Notars.
In der Praxis hat die Urkundenrollennummer für den Notar die Funktion eines Aktenzeichens, welches für die Archivierung ab der fertiggestellten Beurkundung verwendet wird. Vor der finalen Beurkundung wird für den Vorgang rund um die Beurkundung ein internes Aktenzeichen vergeben. Grund hierfür ist, dass die Nummer der Urkundenrolle fortlaufend nach der Beurkundung und nicht im Voraus vergeben wird.
Beispiel für die Angabe der Urkundenrollennummer in einer notariellen Urkunde:

Urkundenrolle Nummer 1706/2023 (kr)
Verhandelt in Essen am 06. Januar 2023
Vor
Max Müller
Notar in Essen
Es handelt sich also bei dem Kaufvertrag um das 1706. eintragungspflichtige Amtsgeschäft, das Notar Müller aus Essen im Jahre 2023 ausgeführt hat. Die meisten Urkunden enthalten nach der Urkundennummer ein Kürzel, meist in Klammern, welches den zuständigen Bearbeiter (z. B. Notariatsfachangestellte) angibt.

## Inhalt
Die Urkundenrolle selbst besteht aus insgesamt fünf Spalten mit folgenden Angaben:
- Spalte 1: Urkundenrollennummer. Diese wird fortlaufend vergeben.
- Spalte 2: Datum der Beurkundung.
- Spalte 2a: Ort der Beurkundung.
- Spalte 3: Namen und Anschriften der Beteiligten und ggf. der Vertreter.
- Spalte 4: Inhalt der Beurkundung. Der Inhalt sollte möglichst präzise beschrieben sein.
- Spalte 5: Bemerkungen. Hier werden beispielsweise sogenannte Querverweise eingetragen, wenn sich eine Urkunde auf eine andere bezieht. So gibt es eine Wechselbeziehung zwischen dem Kaufvertrag und einer erst später separat beurkundeten Auflassung.

Auf der Urkundenrolle muss zusätzlich der Name und der Sitz des Notars enthalten sein.

## Verwendung
Die Urkundenrollen-Nummer wird immer dann verwendet, wenn in einem Vorgang Bezug zu einer bestimmten notariellen Urkunde hergestellt werden soll. Dies ist zum Beispiel bei anderen Urkunden oder im Grundbuch möglich.

## Rechtsgrundlage
Jeder Notar in der Bundesrepublik Deutschland ist verpflichtet, eine Urkundenrolle zu führen. Das ergibt sich aus der Dienstordnung für Notarinnen und Notare (DONot), einer bundeseinheitlichen Verwaltungsverfügung der jeweiligen Landesjustizverwaltung.
In § 8 Abs. 1 DONotO ist bestimmt, welche Amtstätigkeiten in die Urkundenrolle einzutragen sind. Darunter fallen – neben anderen Dingen – jedenfalls „normale“ notarielle Beurkundungen (§ 8 Abs. 1 Nr. 1 DONotO i. V. m. § 8 BeurkG), die z. B. für einen Grundstückskaufvertrag erforderlich sind (§ 311b Abs. 1 Satz 1, § 128 BGB).

### Sonstiges
In der Urkundenrolle ist zusätzlich einzutragen, wenn dem Notar ein Notarvertreter bestellt wurde.
Zusätzlich zur Urkundenrolle führt der Notar noch ein Erbvertragsregister. In diesem wird vermerkt, wann ein Erbvertrag in die amtliche Verwahrung bei dem Amtsgericht gegeben wurde.